# The 7th Guest
The 7th Guest là một game phiêu lưu giải đố kiểu phim tương tác do hãng Trilobyte sản xuất và ban đầu được hãng Virgin Interactive Entertainment phát hành vào tháng 4 năm 1993. Đây là một trong những tựa game máy tính đầu tiên chỉ được phát hành trên CD-ROM. The 7th Guest là một câu chuyện kinh dị được kể từ góc nhìn của người chơi trong vai một kẻ mất trí nhớ. Trò chơi đã nhận được rất nhiều sự chú ý của cánh báo chí vì đã biến các video clip hành động trực tiếp trở thành một phần cốt lõi trong lối chơi của game, nhờ lượng đồ họa 3D tiền kết xuất chưa từng có và sở hữu nội dung người lớn. Ngoài ra, game rất thành công, với hơn hai triệu bản được bán ra, và được nhiều người coi là một ứng dụng đột phá giúp tăng tốc doanh số bán ổ đĩa CD-ROM. The 7th Guest sau này được phát hành lại trên cửa hàng ứng dụng của Apple cho nhiều hệ máy khác nhau như Mac. Bill Gates từng gọi The 7th Guest là "tiêu chuẩn mới trong ngành giải trí tương tác".
Kể từ đó Trò chơi được chuyển đổi thành các định dạng khác nhau sang các hệ máy chơi game khác nhau, với Trilobyte đề cập đến khả năng xuất hiện phần thứ ba trong sê-ri này.